# Conjunt de Can Durall
El Conjunt de Can Durall és una obra modernista de la Garriga (Vallès Oriental) protegida com a Bé Cultural d'Interès Local. És un petit conjunt format per l'edificació principal, l'habitatge del jardiner (actualment rehabilitat i usat per la família) i un interessant jardí amb arbres d'interès i elements ornamentals remarcables, com l'estany sortidor.

## Descripció

### Casa
L'edifici principal és una casa unifamiliar aïllada de planta rectangular que consta de soterrani, planta baixa i golfes.
Les obertures del soterrani són d'arc rebaixat i estan tancades amb reixes de ferro forjat a cop de fuet que enllacen amb les baranes de les finestres de la planta baixa on se situa el portal d'entrada flanquejat per sengles finestres. ES tracta d'obertures de llinda plana amb decoració a base d'esgrafiats. El portal d'entrada condueix mitjançant cinc graons a un cancell amb arrambadors ceràmics de perfil sinuós recobert sinuós recobert de trencadís i incorpora una vidriera amb vitralls emplomats. A la part de dalt del portal s'obre una tarja tancada amb una reixa de ferro forjat a cop de fuet. Les golfes tenen una finestra tripartida emmarcada per una motllura sinuosa amb motius vegetals en relleu, la del mig més alta, tancada amb baranes de ferro forjat a cop de fuet, els ampits són inclinats i tenen una sanefa esgrafiada amb dues flors en els extrems unides per una motllura coronada per relleus de motius vegetals.
La casa descansa sobre un sòcol que imita pedra i emmarca les obertures del soterrani. Al damunt l'estucat és a base de franges horitzontals fins a la meitat de la part superior de les finestres de la planta baixa. A partir d'aquí l'estucat és llis fins a la meitat de la part inferior de les finestres de les golfes on una sanefa de rajoles amb motius florals emmarcada per motllures de secció rectangular, separa l'estucat llis dels esgrafiats del capcer de la façana principal. La sanefa és igual a la que es troba a la part superior el capcer. A les cantonades de les façanes hi ha estucats grans carreus de pedra sense polir.
La coberta és a dues aigües amb teules àrabs i als vessants hi ha teules vidrades verdes que dibuixen formes geomètriques. El carener és perpendicular a la façana principal i està coronat per una cresteria de ceràmica de color verd. El capcer de la façana principal -flanquejat per medallons dels quals parteixen tres cintes estucades i que incorpora esgrafiats amb motius geomètrics i florals de gran qualitat-, és motllurat i té una part superior central i dues més baixes que segueixen les pendents de la teulada. A la part superior es dibuixa una sanefa de rajoles decorades amb flors de color rosa, blau cel i groc sobre fons blanc.

### Casa del jardiner
L'antiga casa del jardiner, edificada al mateix temps que l'habitatge principal, és de planta baixa i pis, amb alguns afegits en planta baixa. A més del tractament de les façanes, de l'edifici s'ha de ressaltar el remat d'aquestes amb un fris de ceràmica vidrada blava.

### Jardí
Del jardí destaca una font de planta tribulada, amb un pilar al centre amb acabament esfèric. Està revestida de ceràmica en trencadís. El mur de la tanca del jardí és de paredat i està arrebossat. De perfil sinuós, el seu coronament està recobert de petits còdols, com en els capitells de pilastres. Les portes i les baranes estan collades al mur i a les pilastres, presenten formes sinuoses, seguint el mur, i són de ferro forjat treballades a cop de fuet.
Destaca el xiprer de Monterrey que es protegeix en el Pla especial de protecció i actuació del patrimoni arquitectònic, arqueològic, urbanístic i paisatgístic de la Garriga.